# Literáti Nemes Sámuel
Literáti Nemes Sámuel (Marosvásárhely, 1794 körül – Komárom, 1842. szeptember 19.) erdélyi régiséggyűjtő, antikvárius, hamisító.

## Élete
Ritkaságaival 1830-tól beutazta Magyarországot, Erdélyt, Horvátországot, volt később Bécsben is, az Adria mellékén és Olaszországban. Régi kéziratokat, fegyvereket, érmeket, gyűrűket, okleveleket és más régi kéziratokat és természeti ritkaságokat gyűjtött; Jankovich Miklós gyűjteményét közel húsz évig gyarapította. Mindezt rendszerbe foglalta, és az országban és a szomszéd tartományokban a közönség számára közszemlére is megnyitotta. Gyűjtési szenvedélye hamisításra is ragadta, különösen régi kéziratokat hamisított, tudósokat is megtévesztve. Így Toldy Ferenc az állítólagos Magyar Képes Krónikáját mutatta be 1854. július 10-én a Magyar Tudományos Akadémia gyűlésén; Jerney János az András-kori, XI. századbeli imádságot megfejtette, és a Magyar Nyelvkincsek II. kötetében közzé is tette. Összesen 24 darab hamisítvány a Jankovich-féle gyűjteménnyel a Magyar Nemzeti Múzeumba került.
Cikkei a Fillértárban (I. 1834. Zólyom); a Regélőben (1836. Régiség kabinetja); a Hasznos Mulatságokban (1838. oklevelek); a Századunkban (1838-39. Antiquariusi levelek, 1840. 90. sz. Literáti Nemes Sámuel cz: gyűjteményéről, 1841. oklevelek); a Társalkodóban (1839. oklevelek, 1840. II. UIászló királyról s a tőle eredetnek vélt «Laczi konyhája» nevezetről, 1841. Oklevél); a Hirnökben (1841. oklevél); a Honművészben (1810. Szobrászat, Földalatti állatmaradványok, 1841. Philosophiai elmefuttatás, antiquariusi szempontból, az emberi nemzetnek nem oly felette nagy régiségéről); az Athenaeumban (1841. oklevél és a közel legrégibb naptár) jelentek meg.

## Művei
- Értesítő levele a nagyérdemű publikumhoz, városról városra mutatás és megmagyarázás végett hordozott historiai és természeti régiségekkel tellyes Cabinettjáról. Hely és év n.
- Hirdető levele, az özönvíz előtt élt némely csuda állatokat, s azoknak maradványit, és azután a tündér időkbe élt emberek hadi öltözetjeiből, fegyvereikből, bálványaikból s több mint 1000 darab chinai, egyptomi, görög, római, magyar és német régiségekből álló gyűjteménye mutatásáról, és magyarázásáról. Hely és év n. (Nagy vörös betűkkel nyomtatva).
- Mumia hírlap, melylyel… egynehány napi mulatása alatt, a közönséges nézés véget kitette azon régi ritkaságokból álló gyűjteménnyét, mellyről nagyitás nélkül bátorkodik állítani, hogy a t. t. urak, s asszonyságok megelégedéseket fogják lelni, a jó izlésű ifiak tanulni elrepült századok geniussával közelebbről megismerkedni. Hely és év n.